# Ширвани, Шакир
Шакир Ширвани (азерб. Şakir Şirvani; годы рождения и смерти неизвестны) — азербайджанский поэт XVIII века, родом из Шемахи. Является автором лирических стихов: газелей, мухаммасов, мукаддасов.

## Творчество
Ширвани испытал влияние творчества Физули. Основная часть трудов поэта не издана и находится в рукописных фондах. Известным произведением Ширвани является «События в Ширване» («Ахвали-Ширван»), написанное арузом в форме мухаммас. В нём отражены драматические события, происшедшие в Шемахе в 1743 году, когда здесь происходили столкновения войск персидского шаха Надира и противоборствовавших им сил. Поэтом описаны страдания жителей города.